# Eupelops gibbus
Eupelops gibbus är en kvalsterart som först beskrevs av Mihelcic 1957.  Eupelops gibbus ingår i släktet Eupelops och familjen Phenopelopidae. Inga underarter finns listade i Catalogue of Life.